# The Bernie Mac Show
The Bernie Mac Show és una sèrie de televisió estatunidenca creada per Larry Wilmore i emesa originalment el 2001 per la cadena Fox en format HDTV.

## Repartiment

### Principal
- Bernie Mac - Bernard "Bernie" McCullough
- Kellita Smith - Wanda McCullough
- Camilla Winbush - Vanessa Thomkins
- Jeremy Suarez - Jordan Thomkins
- Dee Dee Davis - Bryana Thomkins

### Recurrent
- W.B. (Reginald Ballard)
- Bonita (Niecy Nash, temporades 3–5)
- Chuy (Carlos Mencia temporada 1) i Lombardo Boyar)
- Kelly (Michael Ralph)
- Jerry Best (Rick Hoffman)
- Father Sean Cronin (Wade Williams)
- Bryan (Anthony Anderson, temporada 5)
- Donna (Naya Rivera)
- Teri (Ashley Monique Clark, temporades 3-5)